# Лутовинівська сільська рада
Лутовинівська сільська рада — колишній орган місцевого самоврядування у Козельщинському районі Полтавської області з центром у селі Лутовинівка.

## Населені пункти
Сільраді були підпорядковані населені пункти:
- c. Лутовинівка
- с. Ганнівка
- с. Кащівка
- с. Задовга
- с. Майорщина